# King George
King George eller King George Courthouse är administrativ huvudort i King George County i Virginia. King George har varit administrativ huvudort i countyt sedan 1721 och det nuvarande domstolshuset ritat av arkitekten E.G. Heflin byggdes 1922–1923. Vid 2010 års folkräkning hade King George 4 457 invånare.